# Paul Speratus
Paul Speratus (Paweł Speratus, ur. 13 grudnia 1484 w Röhlingen, zm. 12 sierpnia 1551 w Kwidzynie (Marienwerder)) – niemiecki teolog luterański, protestancki zwierzchnik diecezji pomezańskiej, twórca hymnów kościelnych (chorałów luterańskich), czołowy działacz reformacji w Prusach Książęcych. 

## Biografia

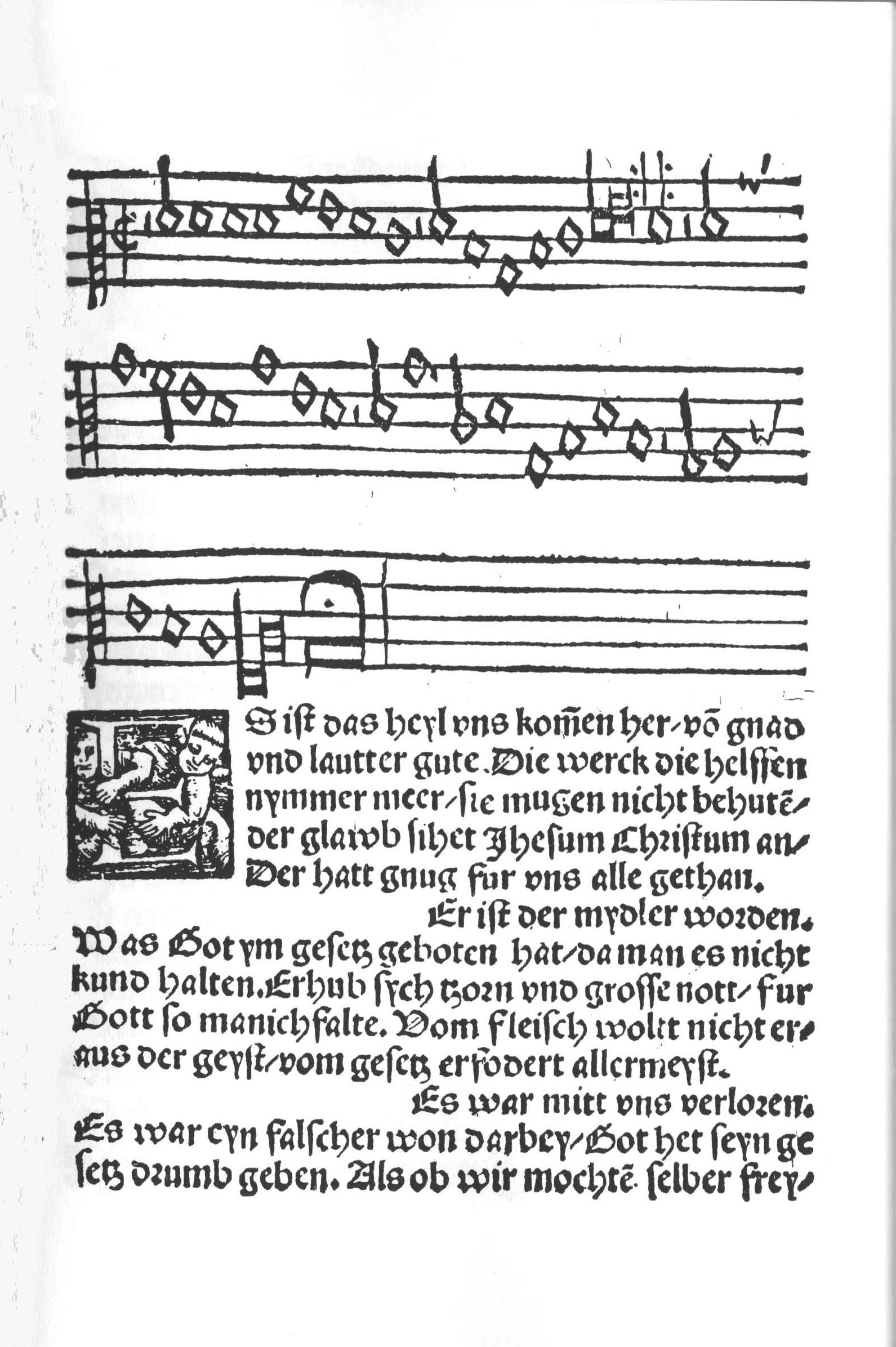
Strona z zapisem hymnu kościelnego Es ist das heyl vns kommen her (1524)

Pochodził ze Szwabii. Prawdopodobnie urodził się w Rötlen (Röhlingen), stanowiącym obecnie część miasta Ellwangen (Jagst), ponieważ podpisywał się za pomocą określeń a Rutilis, von Rötlen lub Elephangius (czyli z Ellwangen). Być może jego ojciec był zarządcą majątku probostwa w Ellwangen w diecezji augsburskiej, do którego to probostwa  należała wieś Rötlen. Oryginalne nazwisko rodziny brzmiało Hofer, Hoffer lub Offer, lecz zgodnie z renesansową modą zostało zlatynizowane na Speratus. Według innej koncepcji przyszły duchowny wywodził się ze szlacheckiego rodu Spretter lub Sprett. Prawdopodobnie Paul Offer de Ellwangen, który rozpoczął studia w 1503 r. we Fryburgu Bryzgowijskim, jest tożsamy z Pawłem Speratusem, który ponadto studiował również w Paryżu, Włoszech i Wiedniu.
Został doktorem teologii, prawa kanonicznego i filozofii, otrzymał także tytuł palatyna nadwornego papieskiego i cesarskiego. 
Sakrament święceń przyjął około 1506/1508 r. Około roku 1506 rozpoczął działalność jako ksiądz w diecezji augsburskiej. 
Do 1518 r. Speratus pracował w Dinkelsbühl, wówczas wolnym cesarskim mieście w środkowej Frankonii. Pod koniec tego roku został powołany na kaznodzieję katedralnego w Würzburgu, a w lutym 1519 roku objął to stanowisko. Jednak jego proreformacyjne kazania nie znalazły uznania u Konrada von Thüngen, ówczesnego księcia biskupa Würzburga. 
W 1520 r. był kaznodzieją katedralnym w Salzburgu, ale ponownie został wydalony przez arcybiskupa salzburskiego Matthäusa Langa von Wellenburg z powodu swoich poglądów reformacyjnych. 
Ostatecznie jesienią 1520 r. trafił do Wiednia. W tym okresie lub nieco wcześniej porzucił celibat i poślubił Annę Fuchs. Reprezentował wówczas już wyraźnie naukę Marcina Lutra. Początkowo jednak udało mu się zachować swój stan cywilny w tajemnicy. W Wiedniu został ekskomunikowany jako heretyk po kazaniu wygłoszonym 12 stycznia 1522 r. w katedrze św. Szczepana, w którym zaatakował m.in. śluby celibatu. To wystąpienie Speratusa uchodzi za początek reformacji w Austrii. 
Zagrożony śmiercią udał się do Wittenbergi. Po drodze trafił do Igławy, gdzie zyskał szerokie poparcie. Jednak za namową biskupa ołomunieckiego został aresztowany i z wyroku Ludwika I Jagiellończyka znalazł się w więzieniu. W swojej celi prowadził korespondencję z Lutrem i napisał słynny hymn Es ist das heyl vns kommen her (Bóg dal zbawienie). Jego uwięzienie nie trwało jednak długo. Dzięki protekcji wysoko postawionych osób został uwolniony pod warunkiem, że opuści Morawy. 
W 1523 r. Speratus udał się do Wittenbergi, gdzie został serdecznie przyjęty przez Lutra i jego przyjaciół. Było to w czasie, gdy Luter pracował nad stworzeniem hymnów w języku narodowym wiernych, tj. niemieckim. W pierwszym luterańskim kancjonale, tak zwanym Achtliederbuch (1524), obok tekstów Lutra znalazły się trzy hymny Speratusa. 
W 1524 r. z polecenia Lutra przybył do Królewca jako nadworny kaznodzieja Albrechta Hohenzollerna i odegrał znaczącą rolę w opracowaniu zasad organizacji i liturgii (Kirchenordnung) dla luterańskiego Kościoła Prus. Po śmierci biskupa Erharda von Queis (1529) został postawiony na czele diecezji pomezańskiej, którą administrował (w Marienwerder (Kwidzynie)) od początku 1530 r.
Jako biskup pomezański przeciwstawiał się poglądom Kaspara Schwenkfelda i wpływom szwenkfeldystów, z czym był związany synod zwołany w Kętrzynie (Rastenburgu) w czerwcu 1531 r. oraz kolokwium zorganizowane tamże i w tym samym roku z inicjatywy księcia Albrechta. Ponadto przeprowadził na własny koszt remont zamku kapitulnego w Kwidzynie. W 1548 r. przyjął pod swoją opiekę braci czeskich. Był protektorem Jana Sandeckiego-Maleckiego. Troszcząc się o popularyzację luteranizmu wśród Mazurów, sprowadzał polskich kaznodziejów oraz popierał polskie szkolnictwo i drukarstwo.
Został pochowany w kwidzyńskiej katedrze.